# Église Saint-Hilaire de Beaumont
L'église Saint-Hilaire est un édifice situé à Beaumont, en France.

## Localisation
L'église est située sur le territoire de la commune de Beaumont, dans le département de la Haute-Loire, en région Auvergne-Rhône-Alpes.

## Description
La mention Ecclesia de Bello Monte apparaît en 1180. Édifice d'époque romane auquel ont été ajoutées des chapelles au XVe siècle. Une coupole sur trompes couvre la seconde travée de la nef, avec pilastres de brèches polychromes et l'arc également composé. Cette église rustique appartient à un type régional bien défini. Elle a conservé quelques chapiteaux historiés ainsi que quelques éléments de peintures murales.

## Historique
L'église est inscrite au titre des monuments historiques par arrêté du 20 mars 1969.